# Realschule Vohwinkel
Die Realschule Vohwinkel der Stadt Wuppertal ist eine Realschule in der kreisfreien Stadt Wuppertal in Nordrhein-Westfalen. Sie wurde im Jahr 1948 gegründet.

## Entwicklung

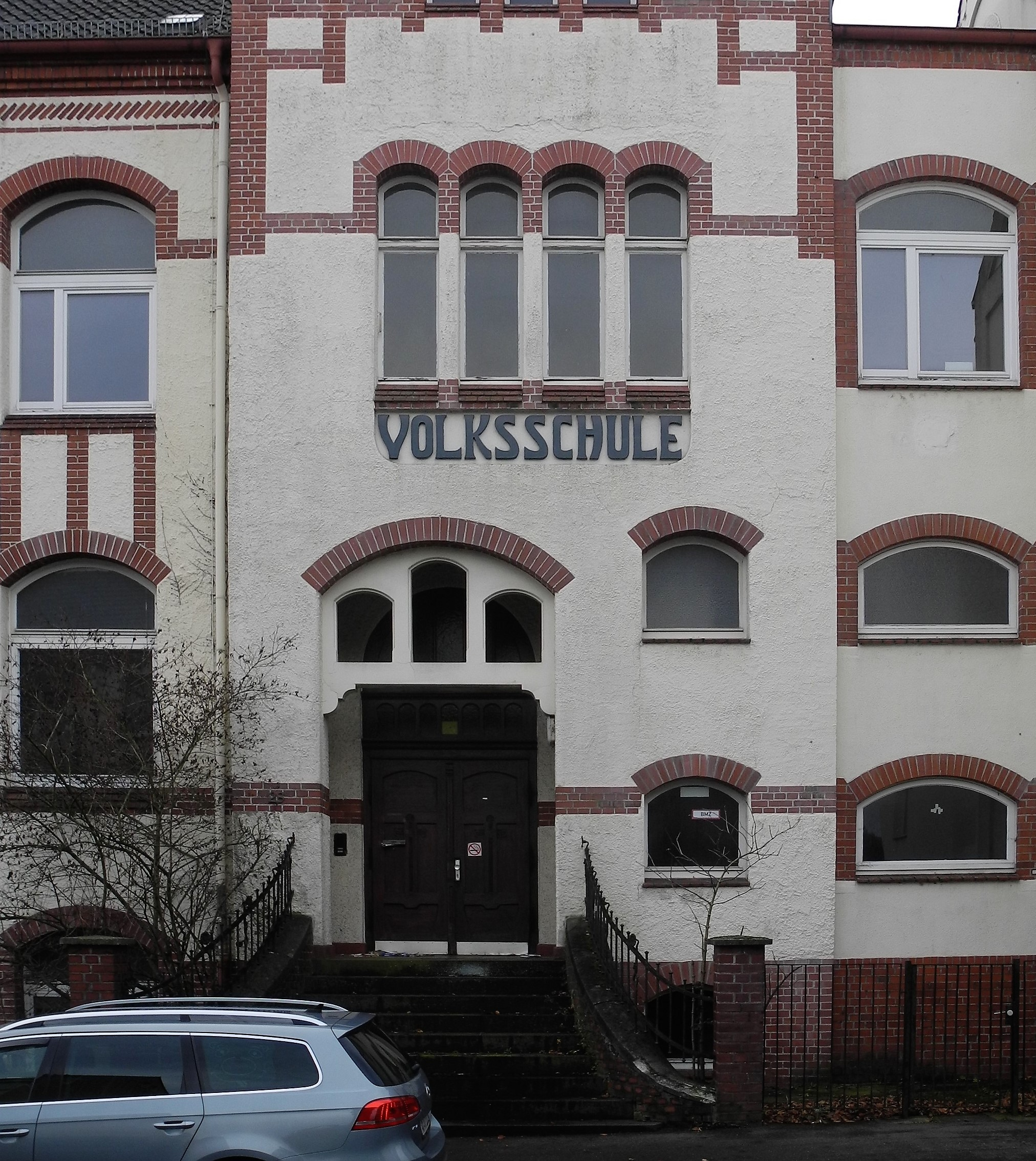
Gebäude der früheren Volksschule Yorckstraße.

Nach der Gründung 1948 hatte die Schule zunächst keine eigenen Räumlichkeiten und befand sich im Gebäude der ehemaligen Volksschule Yorckstraße. Das aktuelle Schulgebäude wurde 1955 errichtet und wird seit 2024 für rund 32,9 Millionen Euro saniert.

## Angebot

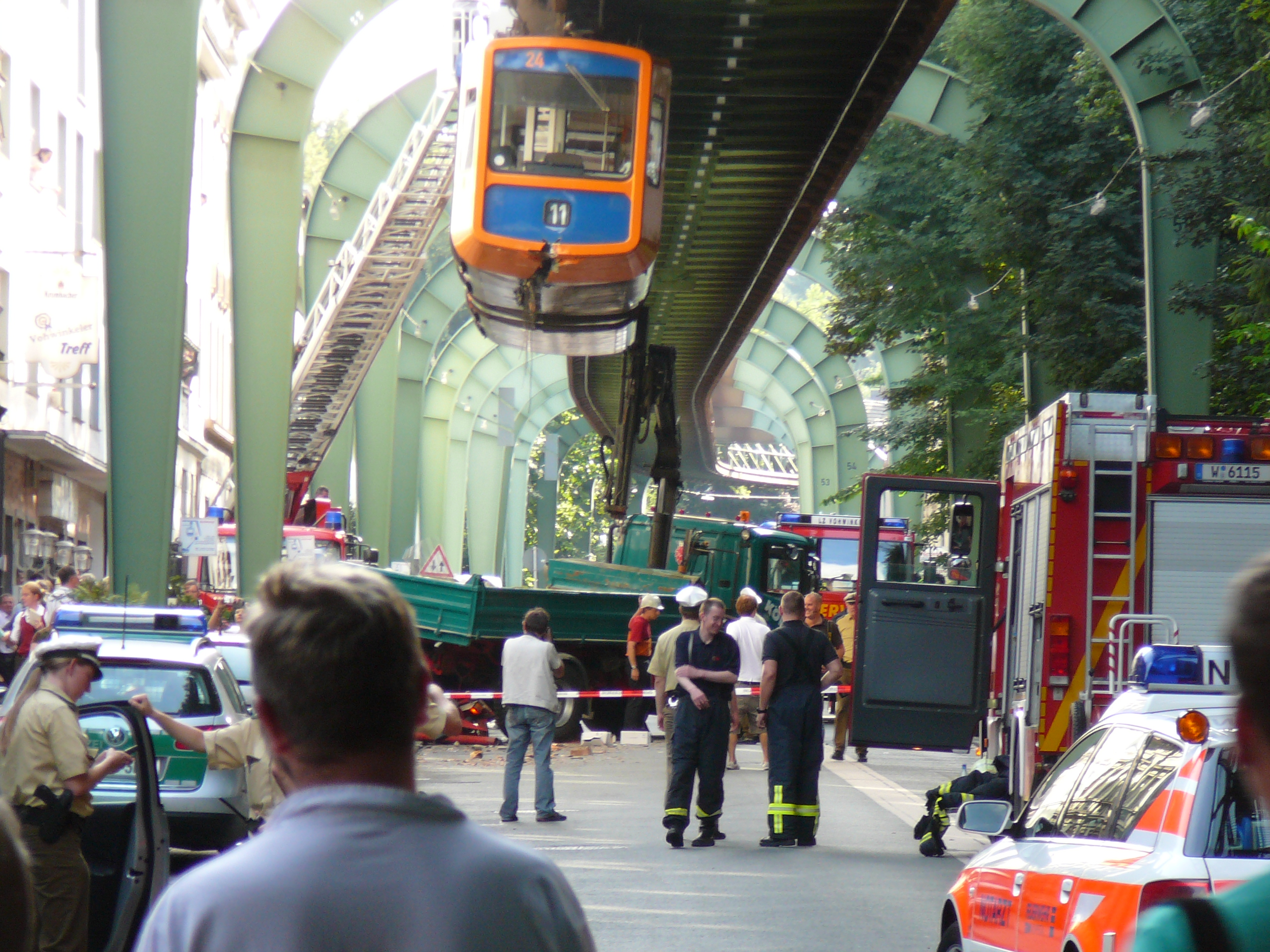
Triebwagen 24 der Wuppertaler Schwebebahn nach einem Unfall im Jahr 2008. Seit 2019 als schwebendes Klassenzimmer auf dem Schulgelände.

Im Schulgarten befindet sich seit 2019 ein ausgemusterter Triebwagen der Wuppertaler Schwebebahn, welcher als schwebendes Klassenzimmer im Rahmen des Unterrichts genutzt wird. Die Schule hat Partnerschulen in Nepal und Polen.